# Chelicerca brunneicollis
Chelicerca brunneicollis är en insektsart som beskrevs av Ross 1992. Chelicerca brunneicollis ingår i släktet Chelicerca och familjen Anisembiidae. Inga underarter finns listade i Catalogue of Life.